# Vertagopus arcticus
Vertagopus arcticus är en urinsektsart som beskrevs av Olga M. Martynova 1969. Vertagopus arcticus ingår i släktet Vertagopus, och familjen Isotomidae. Arten är reproducerande i Sverige.